# Vladimir Koršič
Vladimir Koršič, slovenski učitelj in prosvetni delavec, * 19. julij 1885, Gorica, † (?) 1923, Šempeter pri Gorici.

## Življenje in delo
Rodil se je v družini krojača Matevža in gospodinje Antonije Koršič rojene Viola. Ljudsko šolo in nižje razrede gimnazije je obiskoval v rojstnem kraju učiteljišče pa v Kopru, kjer je leta 1906 tudi maturiral. Poučeval je v Šolskem domu v Gorici, kasneje pa postal glavni učitelj na goriški deški ljudski šoli. Ob delu se je dodatno izobraževal, obiskoval razne tečaje, zlasti za telovadbo. Med 1. svetovno vojno je bil vojak na raznih bojiščih avstroogrske monarhije. Ko so italijanske oblasti po vojni v Gorici ukinile slovenske šole je v skromni najeti sobi, delno pa tudi na lastnem domu organiziral skoraj ilegalne tečaje, s katerimi je pripravil veliko dijakov na maturo. Kasneje je postal učitelj v Pevmi, nato pa do smrti v Šempetru pri Gorici.
Vladimir Koršič je veljal za najbolj strokovno pripravljenega pedagoga na Goriškem. Poklic je opravljal vestno in z velikim navdušenjem. Otroke in mladino je zbiral tudi po pouku na svojem domu in kjerkoli se mu je ponudila priložnost. Z njimi je pel, risal, telovadil in prirejal izlete. Zelo aktivno je deloval tudi v prosveti. Bil je aktiven član pevskega zbora, dramskega krožka in telovadnega društva ter bil leta 1912 med ustanovitelji Muzejskega društva v Gorici.